# Thomomys townsendii
Thomomys townsendii là một loài động vật có vú trong họ Chuột nang, bộ Gặm nhấm. Loài này được Bachman mô tả năm 1839.

## Hình ảnh

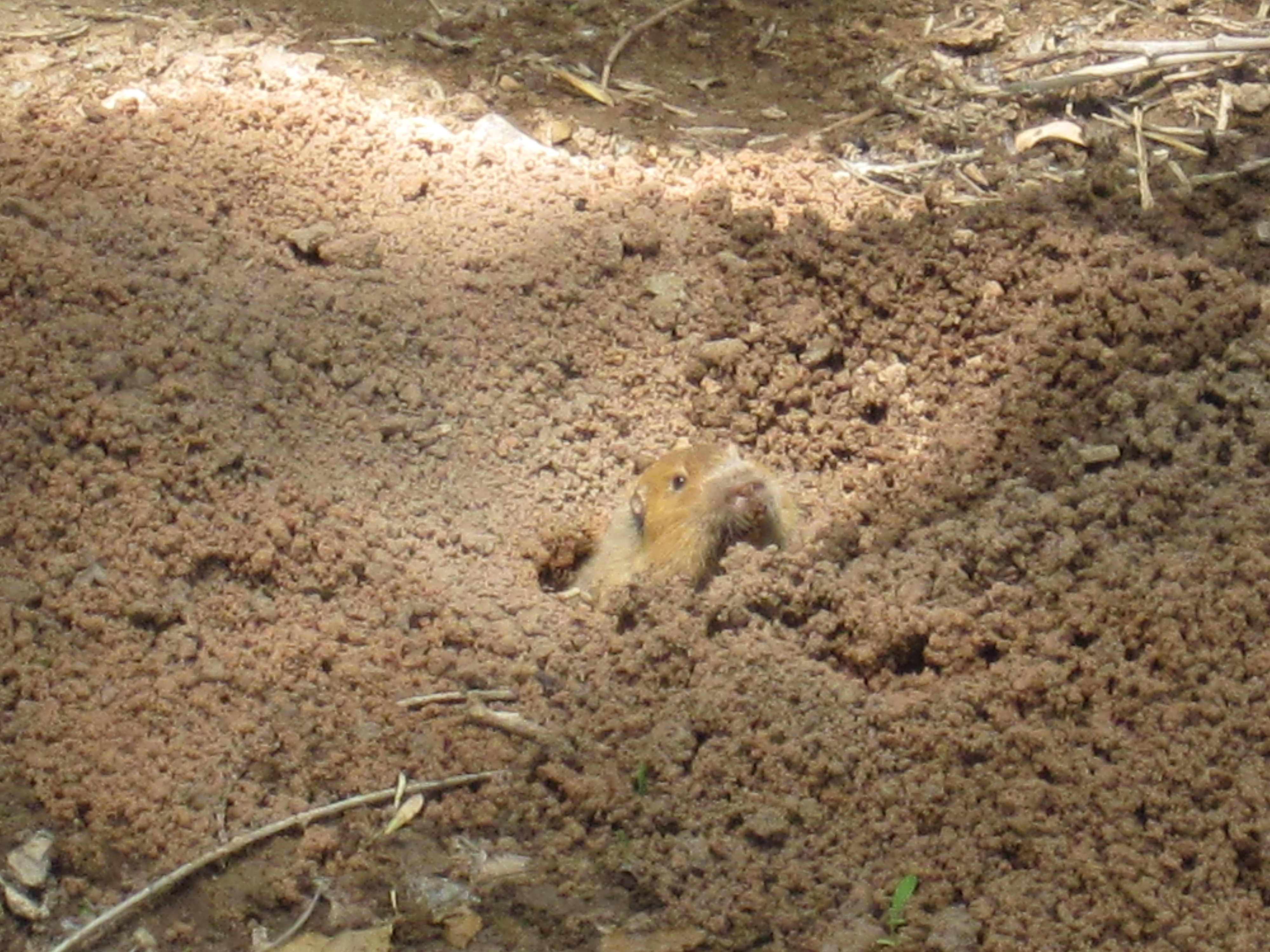